# Friedrich Panzinger
Friedrich Panzinger (Monaco di Baviera, 1º febbraio 1903 – Monaco di Baviera, 8 agosto 1959) è stato un militare tedesco, ufficiale delle SS della Germania nazista. Fu un comandante dell'Ufficio centrale della sicurezza del Reich (RSHA) Amt IV A, dal settembre 1943 al maggio 1944 e comandante di tre gruppi Einsatzkommando dell'Einsatzgruppen A negli Stati baltici e in Bielorussia. Dal 15 agosto 1944 in poi fu capo della RSHA Amt V, la Kriminalpolizei (o Kripo, la Polizia Criminale). Dopo la guerra, Panzinger fu arrestato nel 1946 e imprigionato dall'Unione Sovietica per essere un criminale di guerra. Rilasciato nel 1955, fu un membro del Bundesnachrichtendienst (BND, il Servizio di intelligence federale). Nel 1959 Panzinger si suicidò in prigione dopo essere stato arrestato per crimini di guerra.

## Biografia
Panzinger frequentò la scuola serale e iniziò a studiare legge. Partecipò a un test di reclutamento per la polizia e fu ammesso come agente di polizia nel servizio civile. In qualità di agente di polizia in Baviera, Panzinger lavorò con Franz Josef Huber e Josef Meisinger, entrambi futuri funzionari nelle SS. Conseguì finalmente la laurea in giurisprudenza nel 1932. Nell'estate del 1933, Panzinger si unì alle SA e poi al partito nazista con il numero 1017341. Nell'aprile 1937, Panzinger si unì alle SS con il numero 322118. Fu poi impiegato come Kriminalcommissar (ispettore capo) nel quartier generale della polizia di stato a Berlino. Il 29 giugno 1940 iniziò a lavorare presso la Sicherheitspolizei (o SiPo, la Polizia di sicurezza) a Sofia. Nell'agosto 1940 assunse la carica di Segretario della Sezione IV A della Gestapo, dove il suo dipartimento si concentrò sul comunismo, il marxismo e la propaganda nemica all'interno della Germania nazista fino al 4 settembre 1943.
L'ufficio di Panzinger era composto dalle seguenti suddivisioni:
- IV A 1 (Comunismo, marxismo e organizzazioni sussidiarie, crimini di guerra, propaganda illegale e nemica)[2]
- IV A 2 (Difesa da sabotaggio, controsabotaggio, difesa politico-ufficiale di polizia, falsificazione politica)[2]
- IV A 3 (Reazione, opposizione, legittimismo, liberalismo, emigrazione, affari traditori e opposizione)[2]
- IV A 4 (Servizio di protezione, tentativi di omicidio, vigilanza, ordine speciale, squadra investigativa)[2]

Dal 4 settembre 1943 al 6 maggio 1944, Panzinger succedette a Humbert Achamer-Pifrader come comandante dei tre sottogruppi Einsatzkommando di Einsatzgruppen A, che sovrintendevano alle questioni della polizia di sicurezza nell'area del Heeresgruppe Nord negli stati baltici e in Bielorussia. L'unità di Panzinger eseguì l'omicidio dei potenziali oppositori e di coloro che furono ritenuti "razzialmente inferiori". Durante questo periodo Panzinger fu anche comandante della SiPo e del Sicherheitsdienst a Riga. Panzinger fu assegnato al quartier generale dell'SD e della Gestapo in Ucraina.
Una riorganizzazione dell'Amt IV della RSHA nel marzo 1944 portò alla rottura delle divisioni territoriali tra Panzinger e Achamer-Pifrader. Mentre Panzinger assunse la guida del dipartimento IV A, servì sotto Achamer-Pifrader nel dipartimento IV B. Il gruppo di Panzinger fu quindi il seguente:
- IV A 1 (Opposizione): Panzinger
- IV A 2 (Sabotaggio): Horst Kopkow
- IV A 3 (Abwehr): SS-Obersturmbannführer Walter Huppenkothen
- IV A 4 (Avversari ideologici): SS-Obersturmbannführer Adolf Eichmann
- IV A 5 (Casi speciali): SS-Standartenführer e direttore del governo Rudolf Mildner
- IV A 6 (Indice, fascicoli, custodia protettiva): SS-Sturmbannführer, sovrintendente del governo e polizia Dr. Emil Berndorff

Nel luglio 1944, dopo il complotto del 20 luglio per uccidere Hitler, Panzinger fu nominato capo del quartier generale della Gestapo, sotto il comando del SS-Gruppenführer Heinrich Müller. Poco dopo, Panzinger fu nominato capo della RSHA Amt V, la Kriminalpolizei (Kripo; Polizia criminale), nota anche come Reichskriminalpolizeiamt (RKPA). Mantenne quella posizione fino alla fine della guerra.
Succedette ad Arthur Nebe, denunciato e giustiziato in seguito al fallito attentato a Hitler di luglio, collaborando direttamente con il capo della RSHA, Ernst Kaltenbrunner. Panzinger fu responsabile dell'assassinio del prigioniero di guerra francese Gustave Marie Maurice Mesny il 19 gennaio 1945 vicino al villaggio di Nossen.

## Arresto e suicidio del dopoguerra
Dopo la guerra, Panzinger fu arrestato nel 1946 e imprigionato dall'Unione Sovietica per essere stato un criminale di guerra. A Mosca, il 22 marzo 1952, fu condannato due volte a 25 anni di lavori forzati. Come cosiddetto Nichtamnestierter ("non amnistiato"), fu rilasciato nel settembre 1955 e rimpatriato nell'allora Germania Ovest. Lavorò per un certo periodo nello staff del Bundesnachrichtendienst (BND, Servizio di intelligence federale) sotto Reinhard Gehlen. Successivamente, nel 1959, fu assunto da una società fiduciaria. Nello stesso anno, dopo che gli furono mosse le accuse per l'omicidio di Maurice Mesny, Panzinger si suicidò avvelenandosi in cella l'8 agosto 1959.